# Mercedes-Benz Heckflosse (Type 110)
La Mercedes-Benz Type 110 est une berline de classe moyenne supérieure produite de 1961 à 1968 par le constructeur allemand Mercedes-Benz. Elle remplacera les Ponton : la W 120 et la W121.
La W110 fait partie de la Classe E mais également des Heckflosse.

## Historique
Ce qui distingue les W110, ainsi que les séries W111 et W112 est les ailerons. (Heckflosse en allemand.Mercedes-Benz, qui affichait par ailleurs un design plutôt conservateur a fait des concessions à la mode alors en vigueur aux États-Unis. Par rapport aux véhicules américains, les ailerons de la W 110 sont assez petits, afin de faciliter le stationnement.
Les versions diesel 190 D et 200 D étaient populaires en raison de leur durabilité, la fiabilité, le confort de roulement, le grand coffre et une faible consommation de carburant, ce qui était un avantage pour les chauffeurs de taxi. Les versions diesel ont été produites en plus grand nombre que les essences. Avec un poids à vide de seulement 1,4 tonne pour les diesel et une puissance relativement faible du moteur qui était de 55 ch, la vitesse maximale avec la transmission automatique est de 127 km/h et une accélération de 0 à 100 km/h en 29 secondes avec une transmission manuelle. Une Volkswagen Beetle 1200 avec 34 ch faisait le 0 à 100 en 33 secondes.
Mercedes-Benz était depuis la fin de la production de la Borgward 1800 diesel de 1954, jusqu'à l'apparition de l'Opel Rekord 2100 D de 1972 le seul fabricant de voitures diesel en Allemagne.
La W110, tout comme la W111, étaient les premières séries de voitures Mercedes à être largement dans les normes pour la sécurité des occupants dans les Crash test.

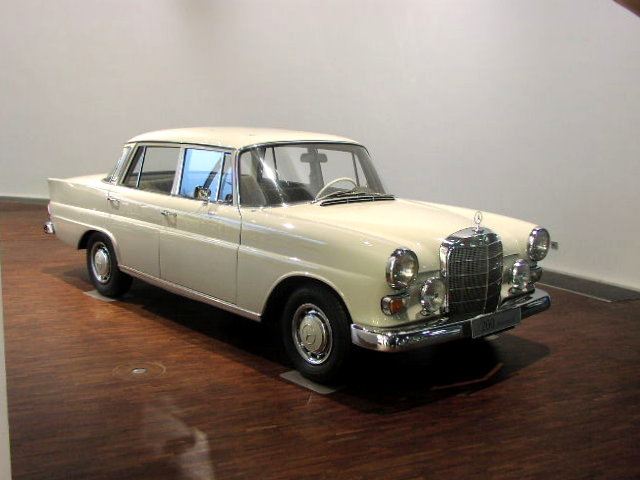
Mercedes-Benz W110 phase 2

## Modèles

### Phase 1(1961 - 1965)

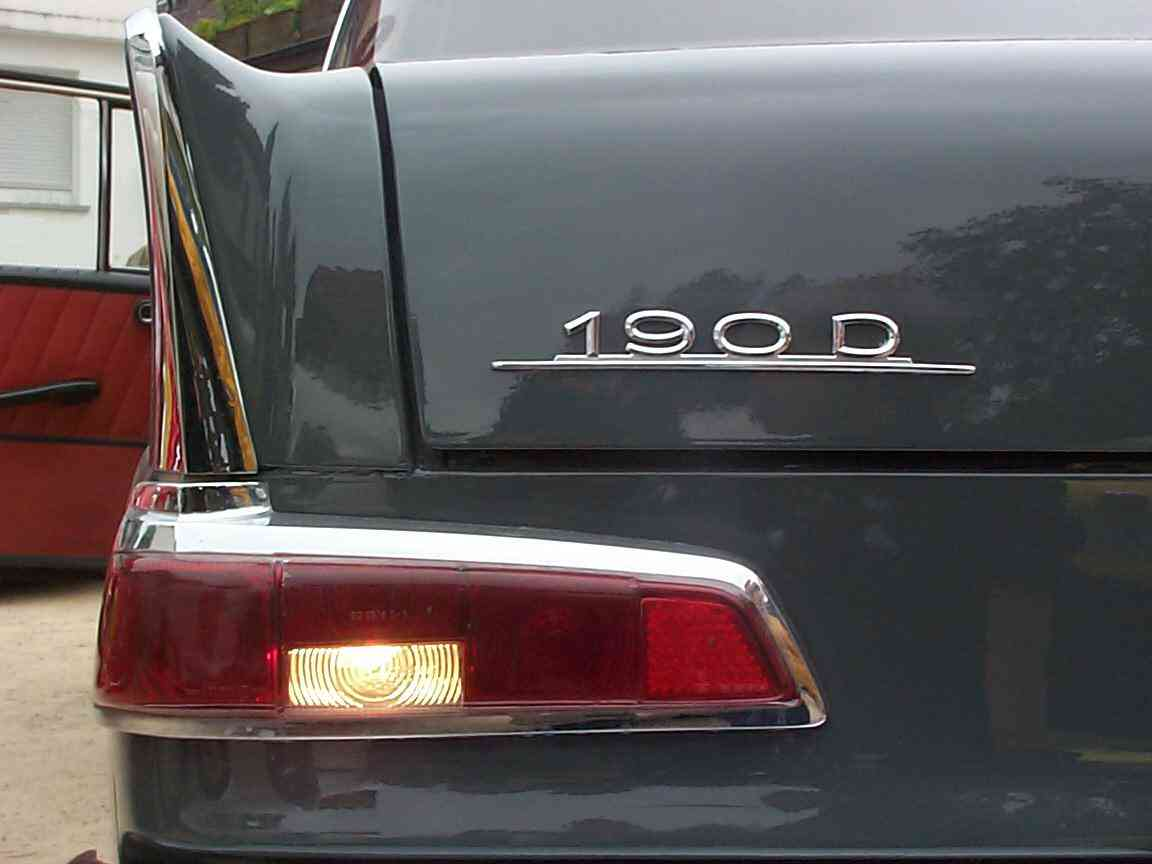
Détail de l'optique arrière avec l'aileron chromé.

#### Modèles 190 c et 190 Dc
La phase 1 du type W110 (les 190 c et 190 Dc) remplacera les 180 c/180 Dc du type W120 et les 190 b/190 Db du type W121.
Le "D" dénotait un moteur diesel, une technologie mise au point par Mercedes-Benz et défendue malgré la dérision répandue dans la presse automobile. La carrosserie a été dérivée du type W111 mais avec 145 mm plus court et des phares arrondis (qui ont donné un aspect frontal rappelant les pontons W120 et W121). L'arrière est identique à la 220 b du type W111 (la 220 b était le modèle de base de la série W111). La présentation et les dimensions intérieures sont également identiques à la 220 b, mais avec moins d'options telles que les sièges-arrière fixe et la garniture en bakélite sur le tableau de bord (par opposition au bois dans les types W111 et W112).
Parce que la 190 c et la 190 Dc étaient fondamentalement une 220 b W111 avec une face avant plus courte, ils ont offert le même espace intérieur que la série W111 mais avec des moteurs plus petits et économes en carburant. Cela les rendait extrêmement populaires auprès des chauffeurs de taxi.
Il pouvait avoir en option les antibrouillards avant, situé sous les optiques.
La production de la 190 Dc dépassait celle de la 190 c à moteur à essence de près de 100 000 unités.

#### Récapitulatif
| Modèle           | Années      | Code châssis | Moteur                  | Production |
| ---------------- | ----------- | ------------ | ----------------------- | ---------- |
| 190 c            | 1961 - 1965 | W110.010     | L4 essence (1.9 L) M121 | 130 554    |
| 190 Dc           | 1961 - 1965 | W110.110     | L4 diesel (2.0 L) OM621 | 225 645*   |
| 190 Dc Universal | 1965        | W110.101     | L4 diesel (2.0 L) OM621 |            |

* : la production des breaks en fait partie.

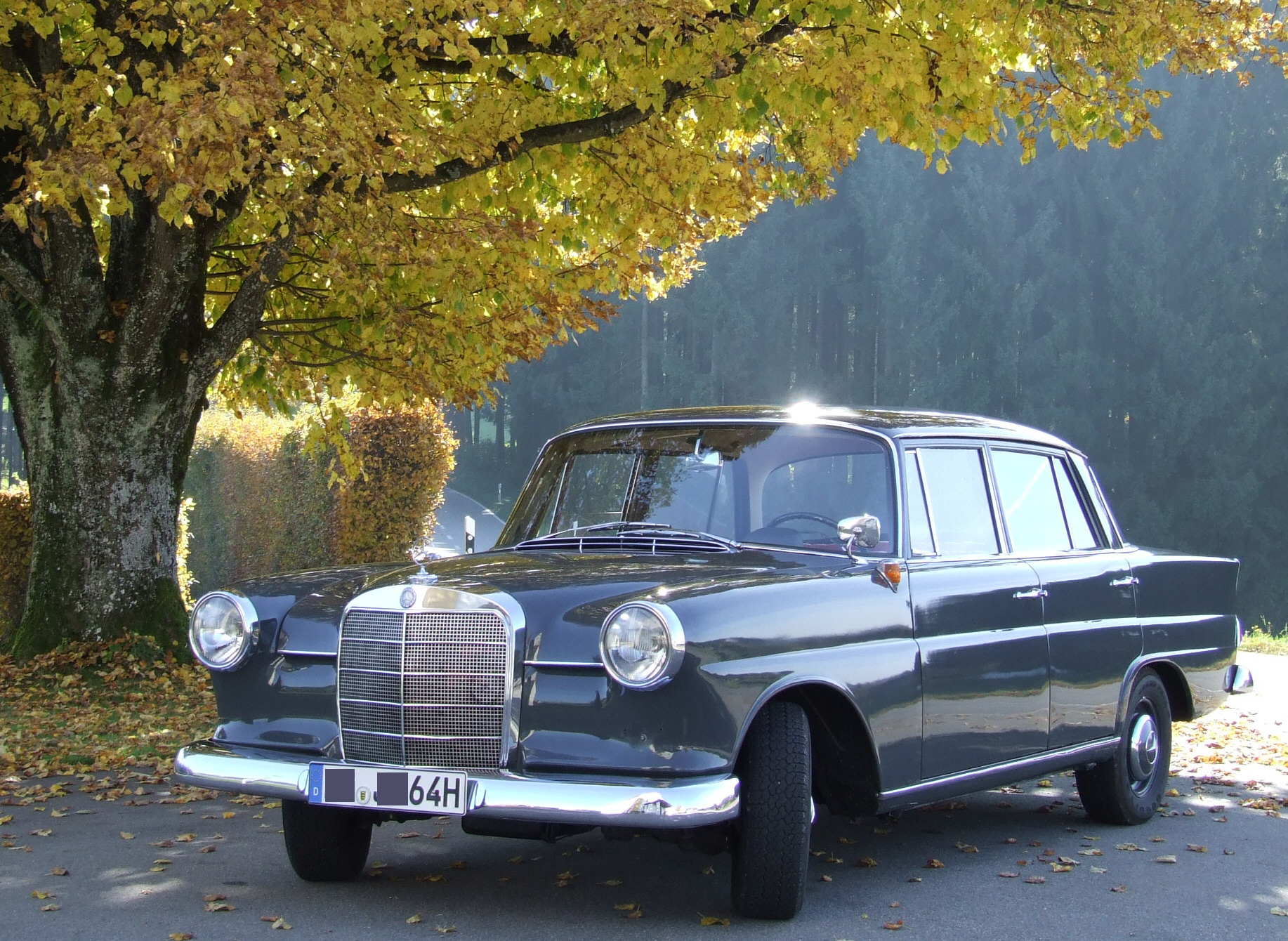
Phase 1 sans antibrouillard
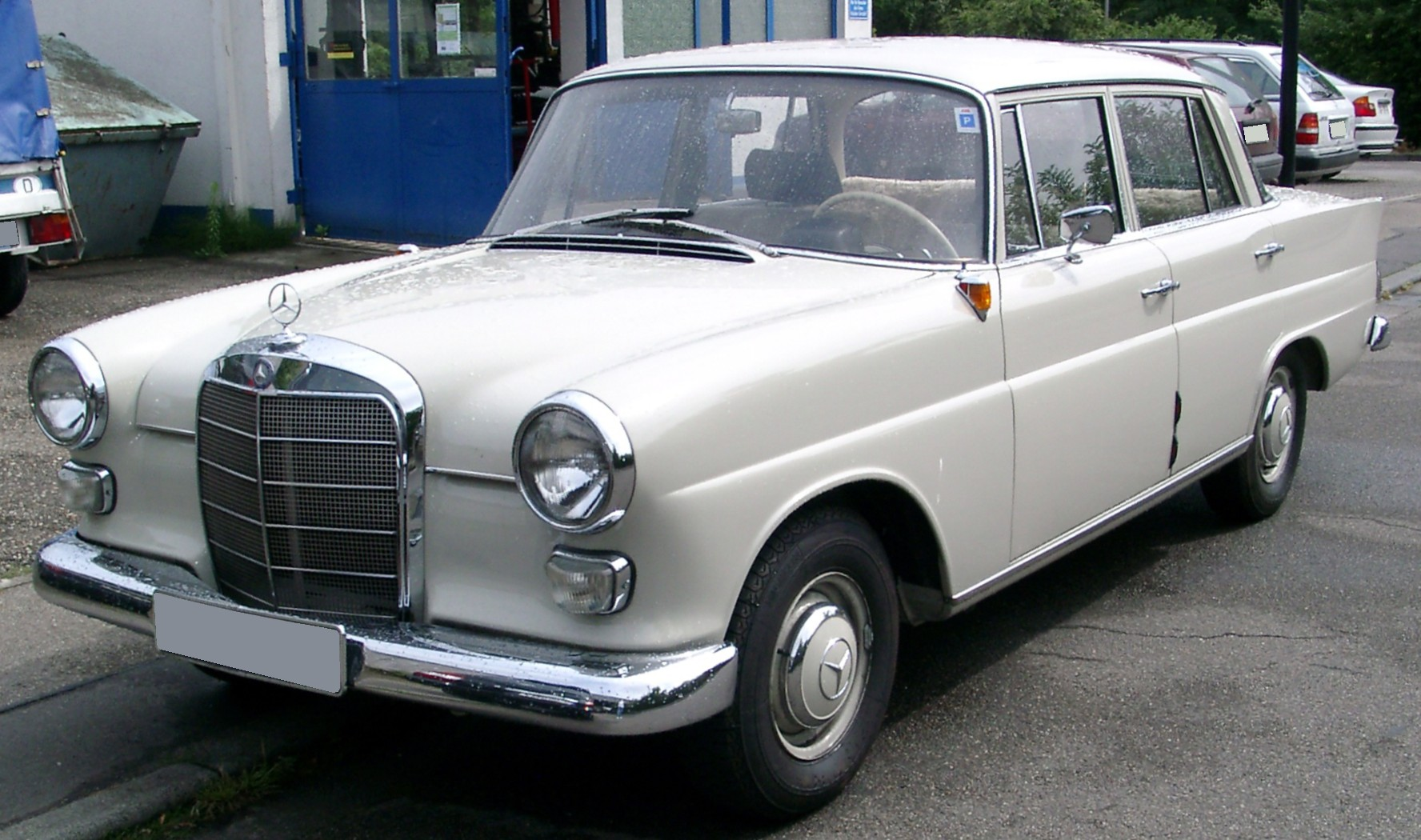
Phase 1 avec antibrouillard
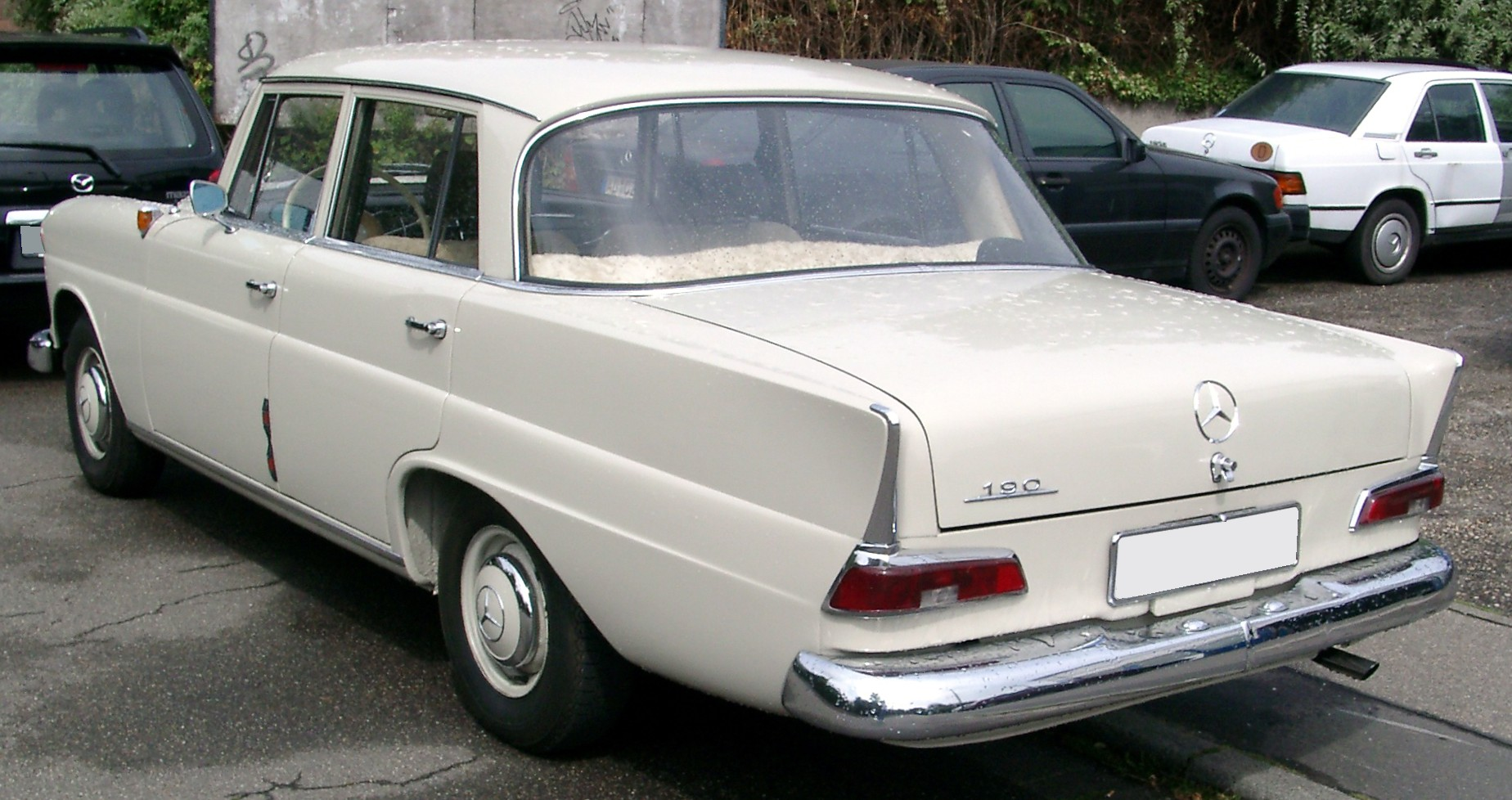
Phase 1 - face arrière
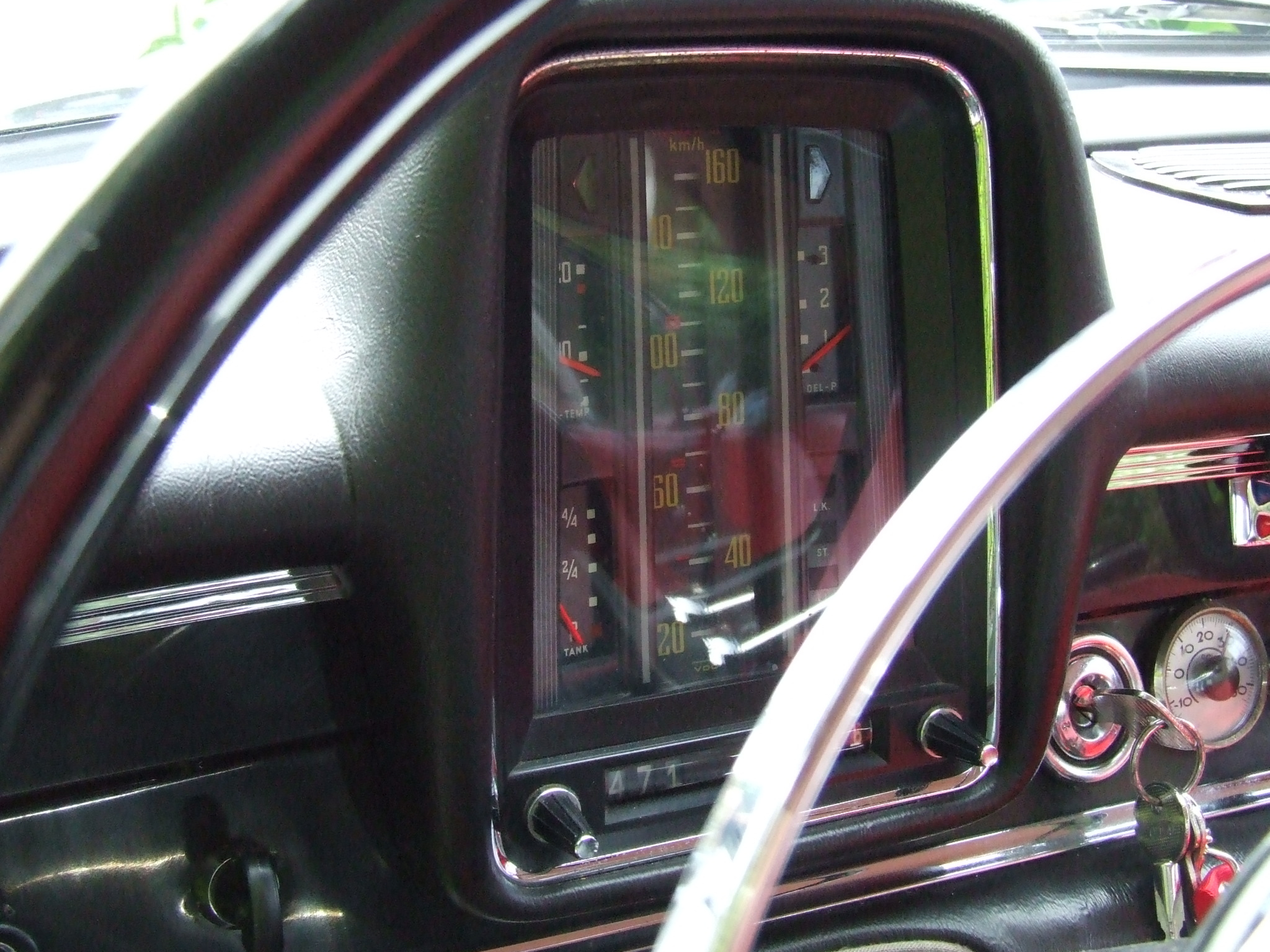
W110 - bloc cadrans

### Phase 2(1965 - 1968)
La production des nouveaux modèles 200, 200 D et 230 a débuté en juillet 1965, à l'usine de Sindelfingen. Les versions break ont commencé en 1966 pour finir l'année d'après. La version longue a été produite de 1967 à 1968. Les 200 et 200 D remplace respectivement les 190 c et 190 Dc.

#### Modèles 200 et 200 D

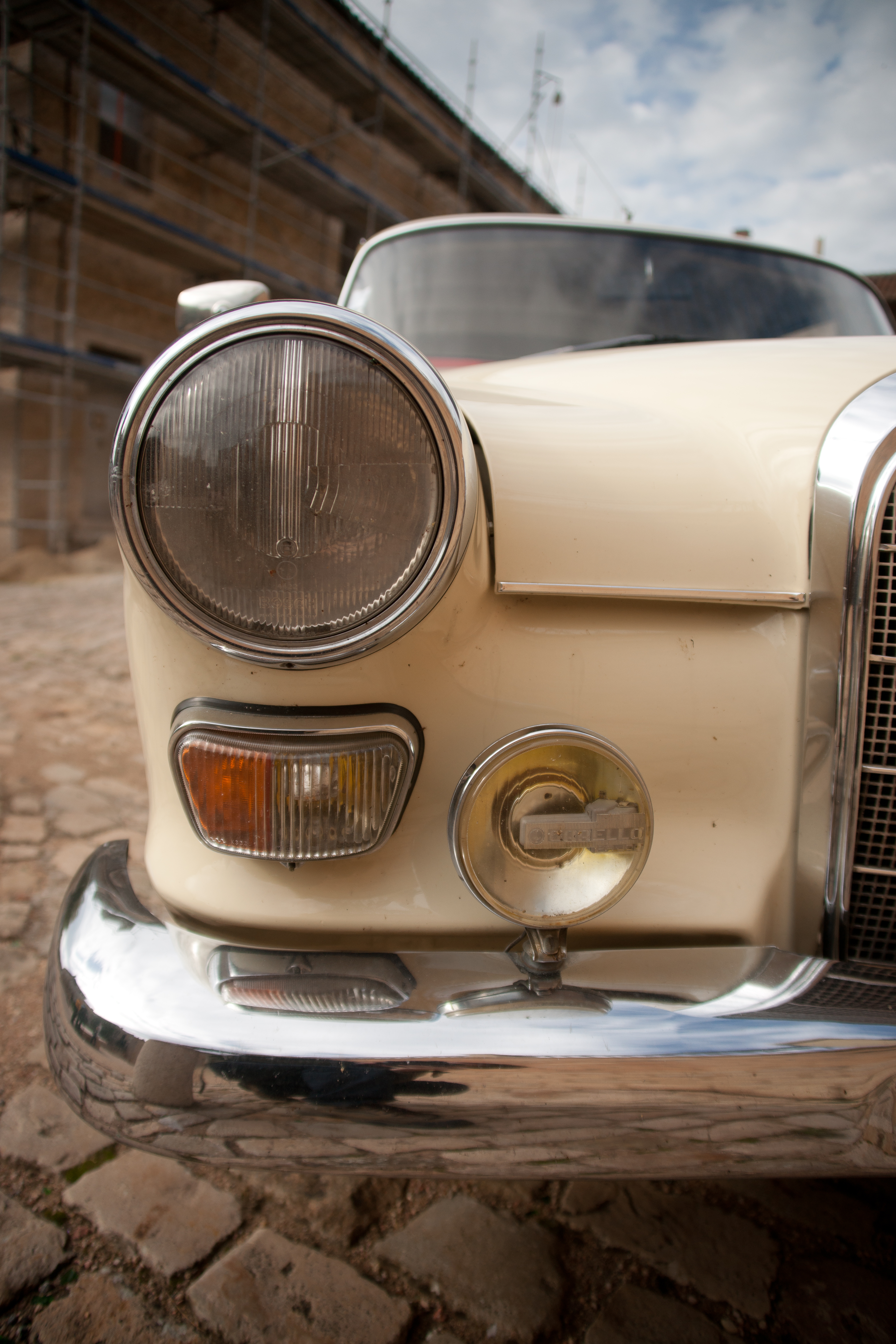
Détail des optiques, avec la longue portée en option.

- Extérieurement, les seconds modèles de la série avaient les clignotants avant déplacés en dessous des phares avec les feux antibrouillard, qui étaient avant sur le haut des ailes. Les longues portées seront en option. À l'arrière, les feux ont été élargis et sont plus carrés. La garniture chromée a été révisée (y compris l'enlèvement de la garniture chromée du bord de fuite des ailerons).
- À l'intérieur, il y avait très peu de changements, hormis les sièges avant inclinables (cela avait déjà été une option sur la 190 c et 190 Dc).
- Le moteur essence de la 200 avait l'alésage augmenté de 85 à 87 mm et a été équipé d'un carburateur double (la 190 c avait un seul carburateur). De plus, le moteur a reçu cinq paliers principaux ; sa capacité augmentée à 2 litres, la puissance fera 95 ch.
- Le moteur diesel de la 200 D est essentiellement identique à celui du 190 Dc, mais a été amélioré avec 5 paliers de vilebrequin au lieu de 3.
- Il y a aussi un plus grand réservoir de 65 litres (en option également de 85 l).

#### Modèle 230
- Extérieurement, la 230 diffère seulement par le texte "230" sur le couvercle du coffre.
- À l'intérieur, tout comme les autres modèles de la phase 2, les sièges avant étaient inclinables, des poignées supplémentaires ont été fixées aux portes arrière et la banquette arrière possède un accoudoir central pliant.
- La 230, avec le moteur M180 six cylindres en ligne de 2,3 litres est le modèle le plus puissant de la série W110. D'abord en 1965 avec 105 ch et deux carburateurs Solex 38 PDSI-2 puis à partir de juillet 1966 avec 120 ch et deux carburateurs Zenith 35/40 INAT, identique au grand modèle 230 S du type W111. Le moteur 120 ch introduit dans la 230 avec la transmission manuelle peut aller jusqu'à 175 kilomètres par heure avec une accélération de 0 à 100 km/h en 13 secondes.

La 230 sera produite à environ 40 300 exemplaires.

#### Modèles de 1967 - 1968
Les modèles ont été révisés pour la dernière année. Une colonne de direction télescopique nouvellement développée a augmenté la sécurité passive. Le tableau de bord a été légèrement révisé dans le domaine de l'antivol. En outre, il y avait un nouveau volant, de nouveaux boutons pour les différentes commandes du tableau de bord, de nouvelles manivelles de vitres, de nouvelles poignées de porte et enfin les rétroviseurs intérieur et extérieur ont été redessinés.

#### Récapitulatif
| Modèle          | Années      | Code châssis | Moteur                  | Production |
| --------------- | ----------- | ------------ | ----------------------- | ---------- |
| 200             | 1965 - 1968 | W110.010     | L4 essence (2.0 L) M121 | 70 207*    |
| 200 Universal   | 1966 - 1967 | W110.001     | L4 essence (2.0 L) M121 |            |
| 200 D           | 1965 - 1968 | W110.110     | L4 diesel (2.0 L) OM621 | 161 618*   |
| 200 D Universal | 1966 - 1967 | W110.101     | L4 diesel (2.0 L) OM621 |            |
| 200 D Lang      | 1967 - 1968 | W110.116     | L4 diesel (2.0 L) OM621 | ?          |
| 230             | 1965 - 1968 | W110.011     | L6 essence (2.3 L) M180 | 40 258*    |
| 230 Universal   | 1966 - 1967 | W110.003     | L6 essence (2.3 L) M180 |            |

* : la production des break en fait partie.
En février 1968, la série W110 a été stoppée après près de sept ans de production. Les suivantes ont été produites à partir de l'automne 1967, les W114 et W115.

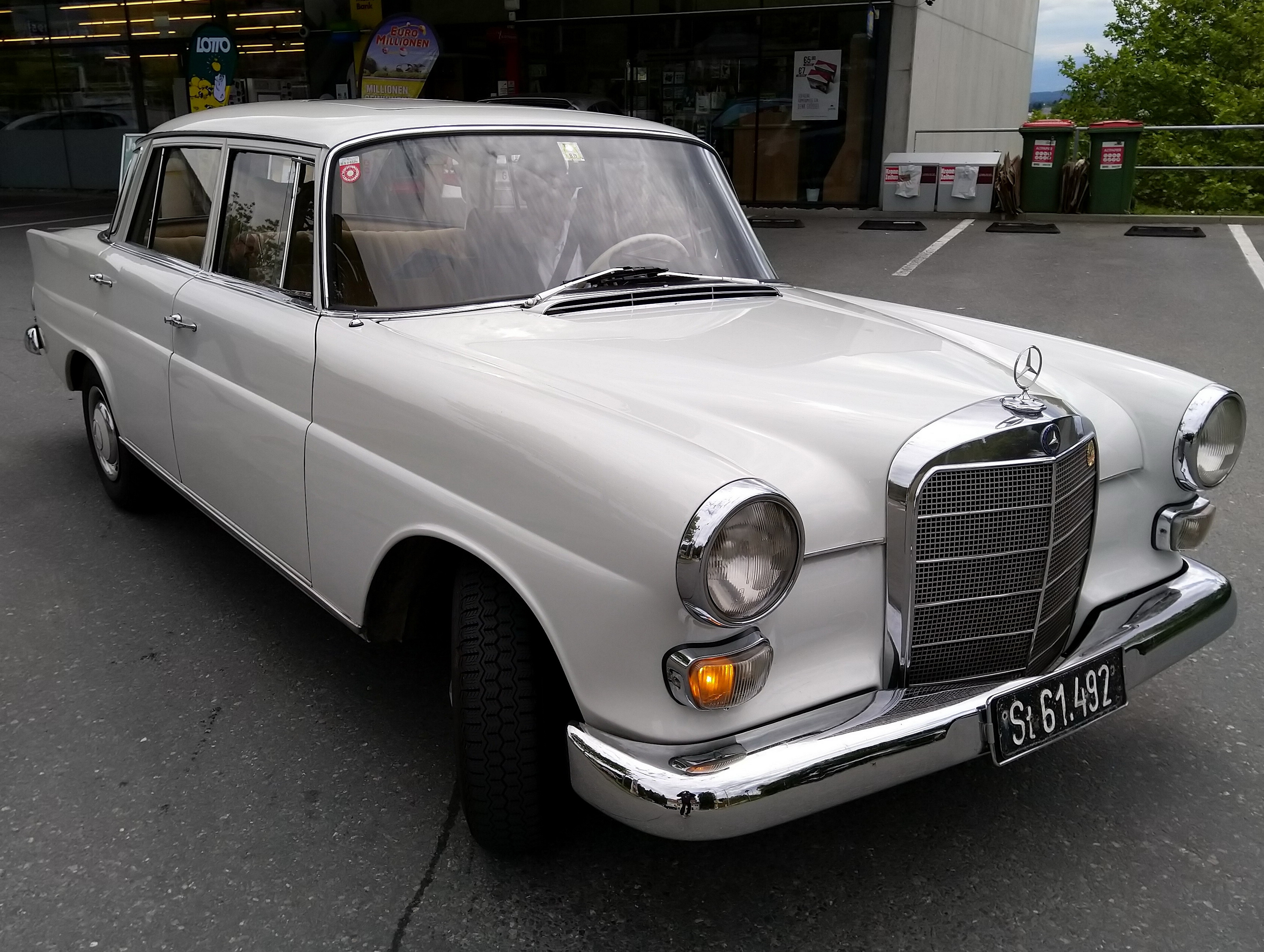
W110 phase 2 - face avant
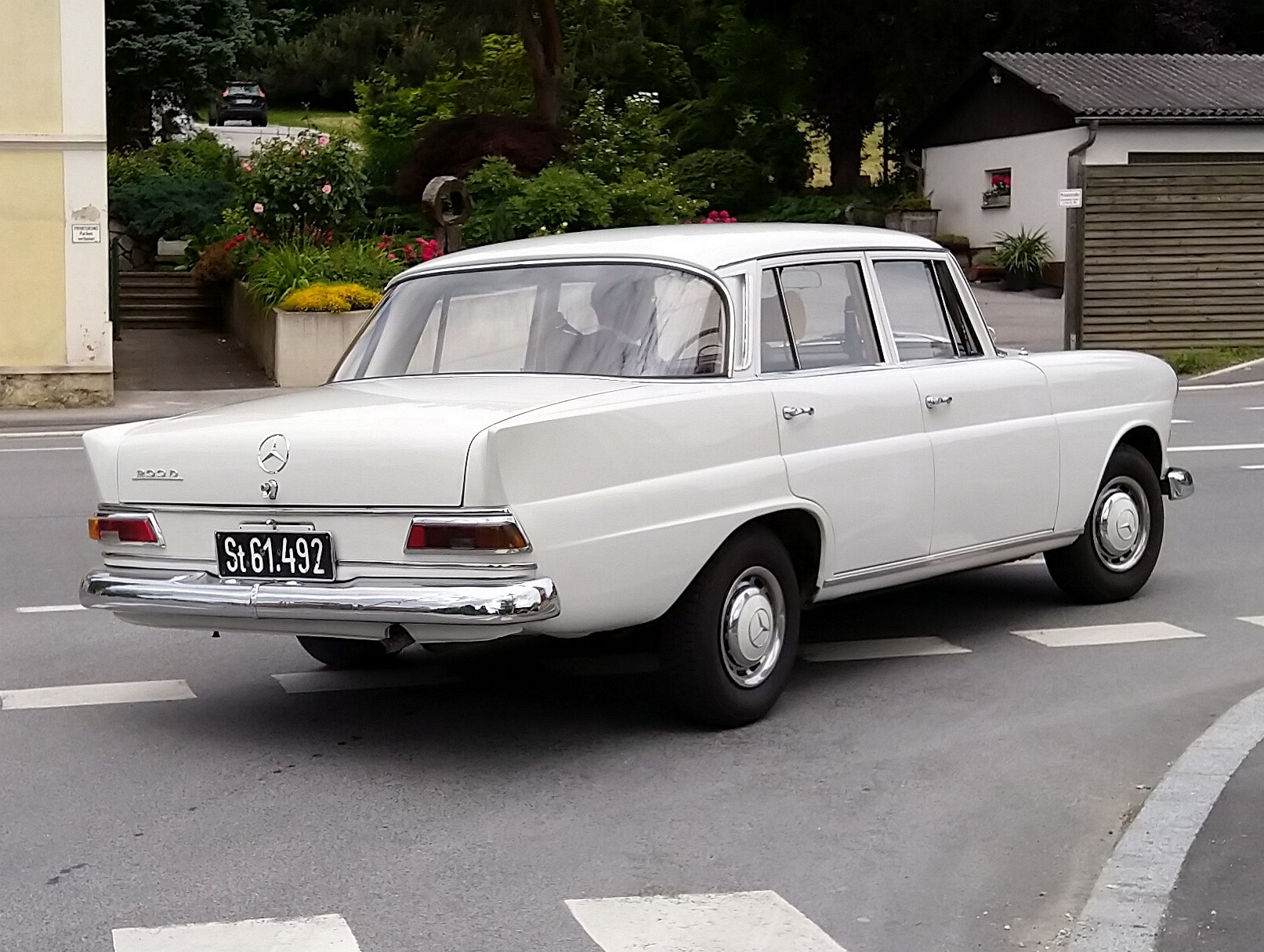
W110 phase 2 - face arrière

### La version break(Universal)
Une version break de la 230S du type W111 avec un moteur à quatre cylindres a été conçu en 1965 et a obtenu un succès modeste pour certains marchés, dont l'Allemagne, la Belgique et le Royaume-Uni. La voiture était en fait le résultat d'une conversion effectuée par la société  Malines (Société Anonyme pour l'Importation de Moteurs et d'Automobiles (IMA)) située près de Bruxelles, qui avait déjà assemblé des berlines en kits qui étaient aussi des Mercedes de Belgique. Avec la réduction des tarifs qui a suivi le développement de la CEE, l'assemblage à petite échelle de ce genre de véhicule hors d'Allemagne ne fait plus sens et l'assemblage des voitures Mercedes-Benz à Malines prend fin en 1973, date à laquelle l'usine avait assemblé 78 568 quatre cylindres Mercedes-Benz sur la base du W111 et son modèle successeur.

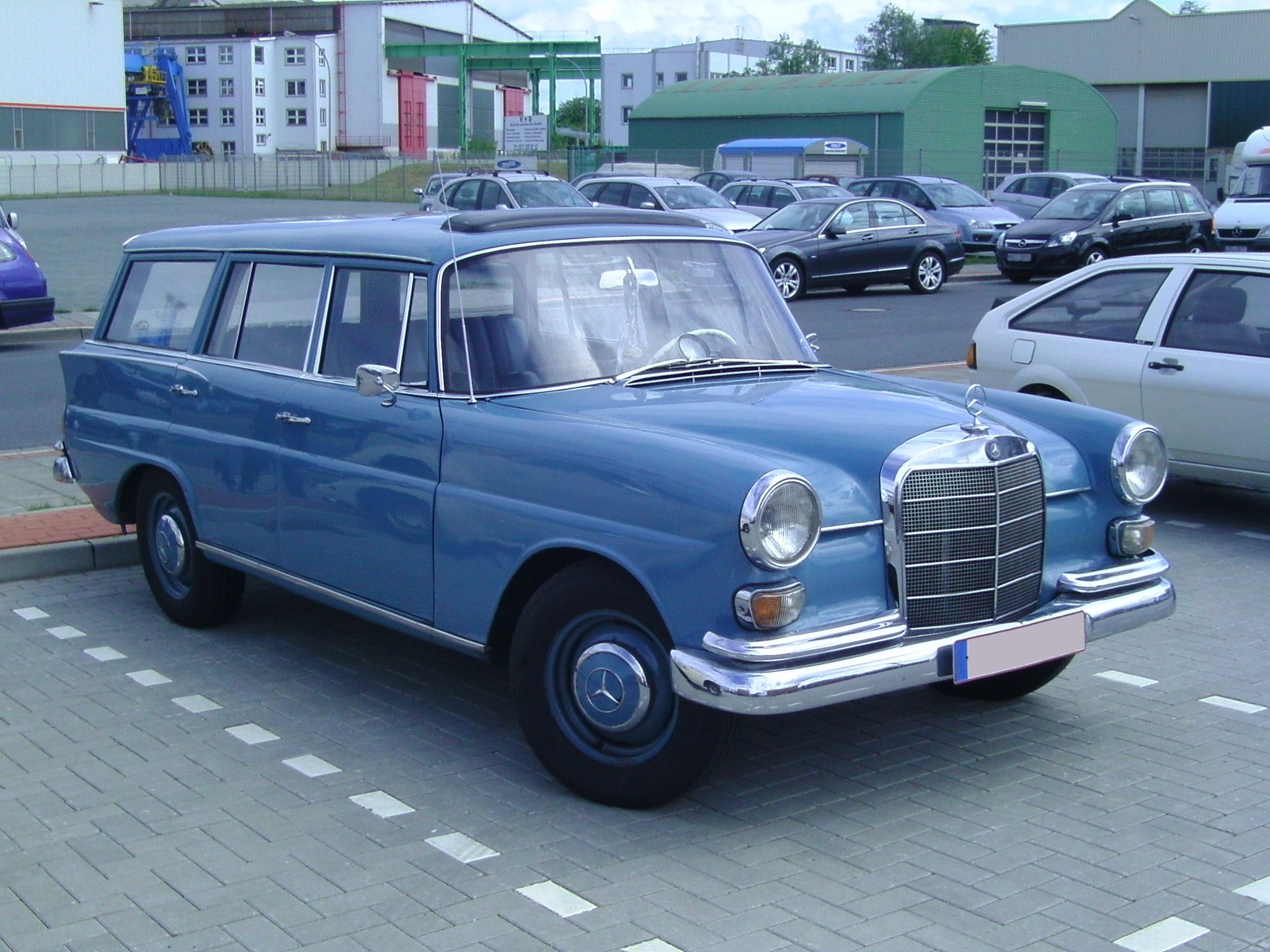
W110 Universal.
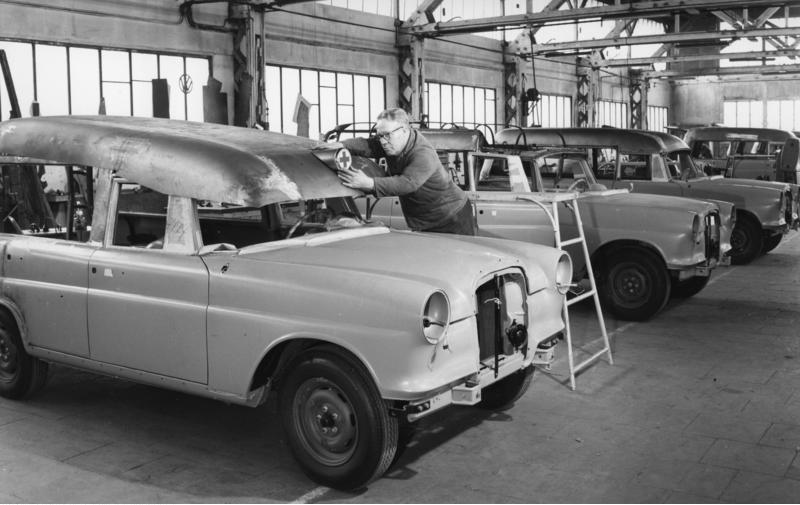
Production de la W110 Universal.

### Les taxis
Les Mercedes 190 Dc et 200 D est la voiture de référence pour les taxis du monde entier en raison de leur durabilité, leur fiabilité, le confort de roulement, le grand coffre et une faible consommation de carburant. Grâce à un coussin à insérer entre le siège du conducteur et le passager il existait sur les véhicules avec changement de vitesse au volant la possibilité d'utiliser un troisième siège dans la première rangée de sièges, l'accoudoir replié agissant alors comme un dossier pour le siège du milieu.
Le chauffeur de taxi de Berlin Ralf Werner conduisait toujours en  2008 ses clients avec une W110 couleur ivoire clair, modèle 190 Dc, construit en 1964. Elle était le taxi le plus ancien de Berlin. Dans le cadre du nouveau règlement de la matière particulaire dans la zone environnementale de janvier 2008, l'utilisation courante en tant que taxi du véhicule a été interdit ainsi que celle du drapeau H (Historische). Werner voulait essayer d'obtenir une exemption pour son oldtimer très populaire auprès des passagers, si nécessaire par une action en justice, mais le drapeau H lui a été rendu entre-temps de sorte qu'il pourrait prendre une circulation normale.

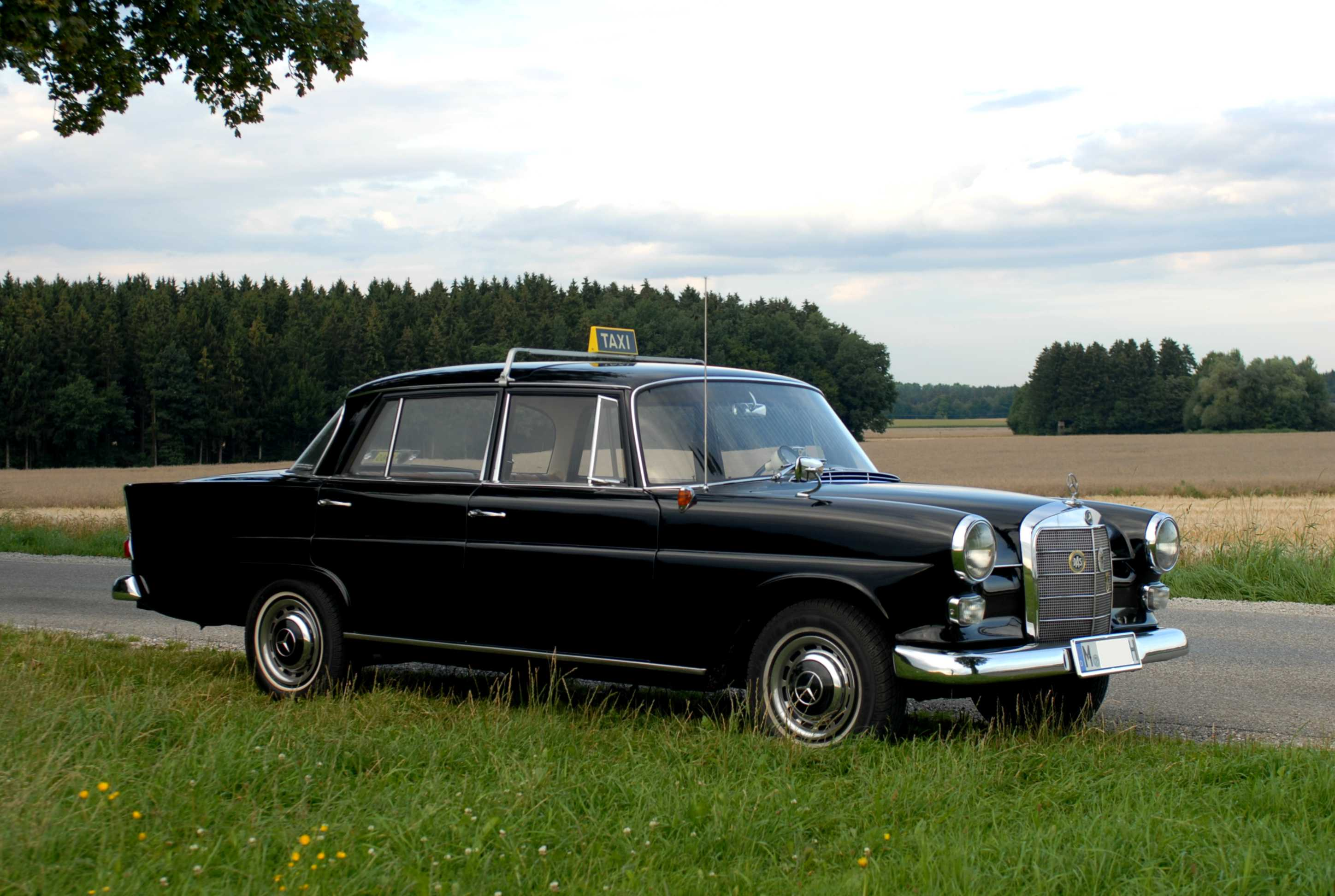
190 Dc taxi - face avant
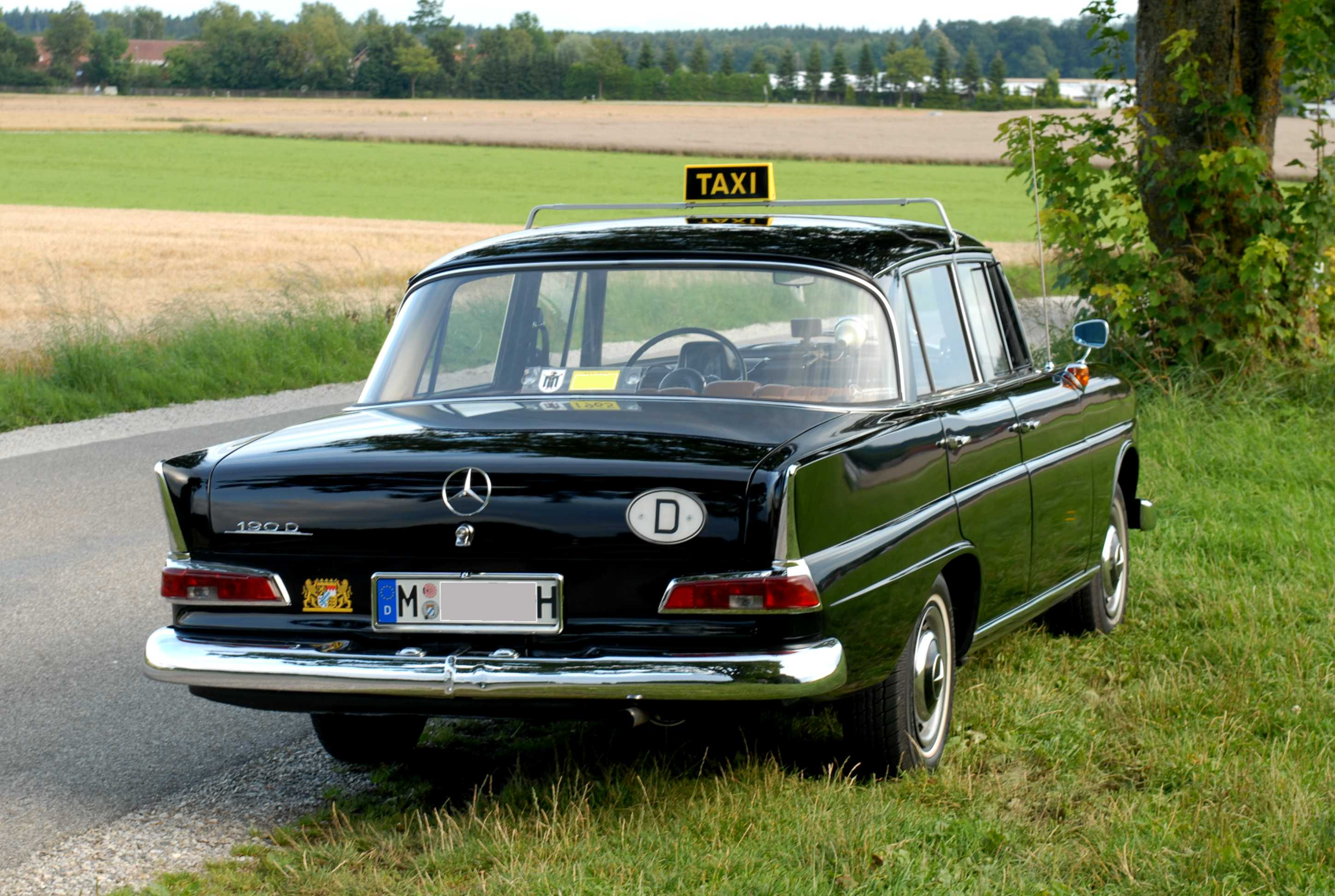
190 Dc taxi - face arrière
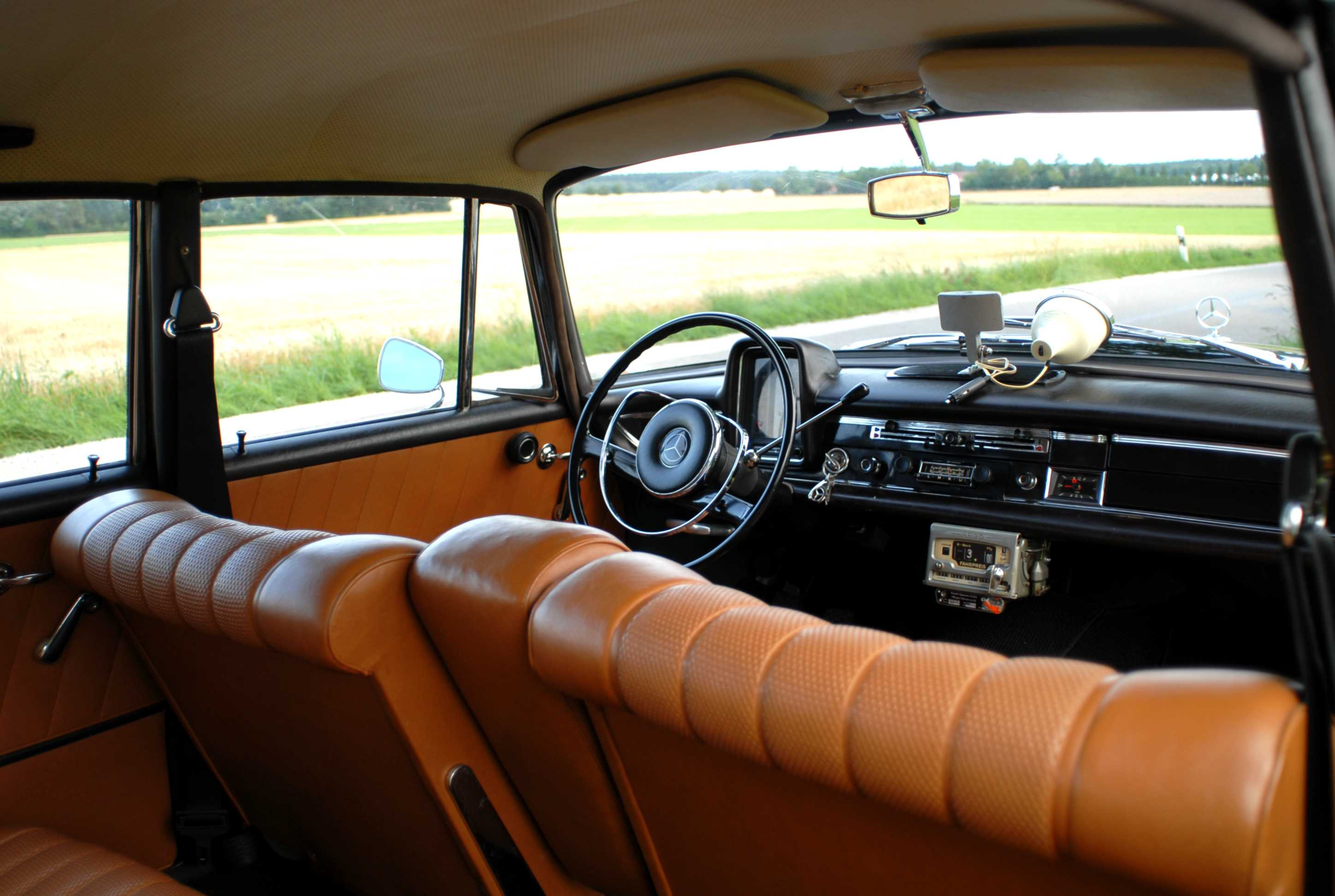
190 Dc taxi - poste de conduite

## Caractéristiques

### Carrosseries
- Berline 4 portes - 5 places
- Berline 4 portes (taxi) - 6 places
- Berline 4 portes (Lang) - 7/8 places
- Break 5 portes (Universal) - 2 à 5 places (pouvait servir d'ambulances, de corbillard, ...)

### Moteurs

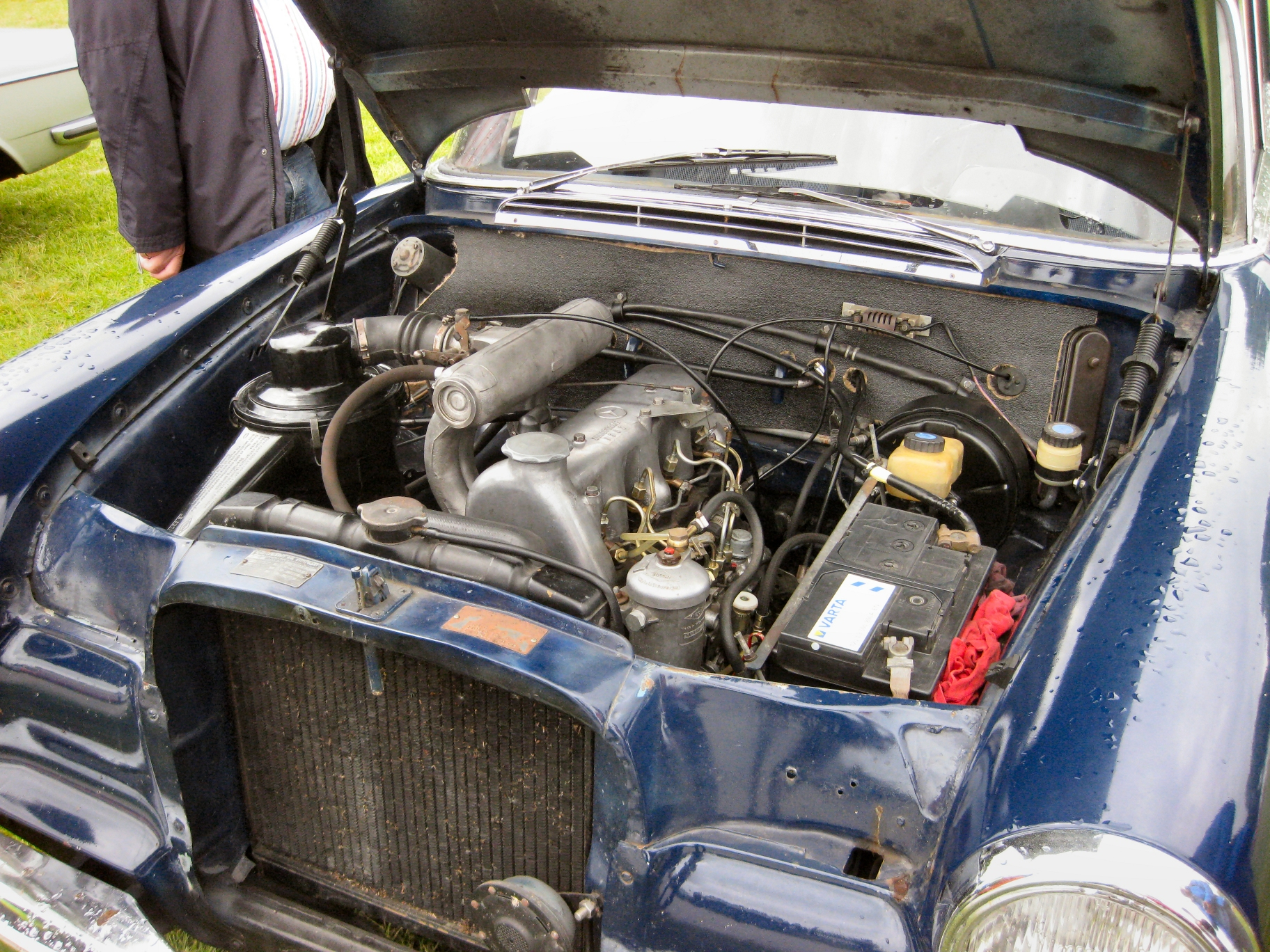
Moteur diesel de la 200 D.

#### Moteurs essence
- M121.924 : L4 - 1,9 L - 80 ch - 1 897 cm3 - 1 carburateur (équipé sur les 190 c - 1961-1965)
- M121.940 : L4 - 2,0 L - 95 ch - 1 988 cm3 - 1 carburateur (équipé sur les 200 & 200 Universal - 1965-1968)
- M180.945 : L6 - 2,3 L - 105 ch - 2 306 cm3 - 2 carburateurs (équipé sur les 230 - 1965-1966)
- M180.949 : L6 - 2,3 L - 120 ch - 2 306 cm3 - 2 carburateurs (équipé sur les 230 & 230 Universal- 1966-1968)

#### Moteur diesel
- OM621.912 : L4 - 2,0 L - 55 ch - 1 988 cm3 - injection (équipé sur les 190 Dc & 190 Dc Universal - 1961-1965)
- OM621.918 : L4 - 2,0 L - 55 ch - 1 988 cm3 - injection (équipé sur les 200 D, 200 D Universal & 200 D Lang - 1965-1968)

### Transmission
Transmission manuelle synchronisée à quatre vitesses. Tous les modèles sont disponibles avec une transmission automatique optionnelle à quatre vitesses (une automatique à quatre rapports était révolutionnaire à l'époque, la concurrence proposait au mieux trois vitesses). La « première vitesse » n’est pas sélectionnable manuellement, mais ne s’enclenche seulement qu’avec le kickdown pour obtenir une accélération maximale en première vitesse.